# Christina Holck
Christina Hou Holck, født baronesse Holck (født 22. november 1973 i Nyborg) er en dansk adelskvinde, godsejer og erhvervsleder.
Hun er ældste datter af baronparret Liselotte og Iver Holck, voksede op på gården Konradslund og gik derfor i folkeskolen i Vindinge. Hun er matematisk student fra Nyborg Gymnasium. Som barn var hun nært knyttet til statsministerparret Hilmar og Egone Baunsgaard, som havde sommerhus i nærheden af Konradslund.
Som ældste datter arvede hun som 16-årig godset Holckenhavn, da faderen døde i 1990. Godsets økonomi blev belastet af en arveafgift på 32%. Det var i øvrigt en afgift, der tre måneder senere blev sat ned til 15%. Hun fik dog slottets økonomi på højkant igen, fik bygningerne sat i stand og driver i dag hotel- og konferenceaktiviteter på slottet. Egone Baunsgaard boede på slottet.
Hun er uddannet jurist fra Københavns Universitet, gift med Dennis Hou og mor til en datter.